# Президентские выборы в Того (2010)
Президентские выборы в Того проходили 4 марта 2010 года. Действующий президент Фор Эссозимна Гнассингбе, который выиграл свой первый срок на досрочных президентских выборах, последовавших за смертью его отца, бывшего президента Гнассингбе Эйадемы в 2005 году, встретился на новых выборах с радикальным кандидатом от оппозиции Жан-Пьером Фабром, генеральным секретарём партии Союз сил за перемены, а также с несколькими менее влиятельными кандидатами от оппозиции.

## Предвыборная обстановка
После процесса демократизации начала 1990-х годов, который оказался в значительной степени неудачным, Гнассингбе Эйадема и его правящая партия Объединение тоголезского народа (ОТН), последовательно выиграли все президентские выборы, хотя эти выборы всегда подвергались острой критике: оппозиция бойкотировала президентские выборы 1993 года и утверждала, что Эйадема победил на последующих президентских выборах 1998 года и 2003 года исключительно путём фальсификации результатов. Эйадема умер в феврале 2005 году и его сын Форе Гнассингбе баллотировался в качестве кандидата от ОТН; хотя он официально победил на выборах, оппозиция вновь оспорила результат, и в результате в стране вспыхнули серьёзные беспорядки.
В преддверии выборов 2010 года тоголезское правительство предприняло шаги для повышения доверия к избирательному процессу и заверило международное сообщество в том, что выборы будут свободными и справедливыми. Особое внимание было уделено предотвращению насилия, которое омрачило выборы 2005 года. Гнассингбе баллотировался на второй срок в качестве кандидата от ОТН, в то время как Союз сил за перемены выдвинул своим кандидатом Жан-Пьера Фабра, поскольку президент партии Гилхрист Олимпио не смог баллотироваться из-за проблем со здоровьем. Однако, хотя Союз сил за перемены был крупнейшей оппозиционной партией и выборы проходили в один тур с победителем, получившим наибольшее число голосов, другие оппозиционные партии в основном отказались сплотиться за Фабром и решили выдвигать собственных кандидатов.
Предварительные результаты показали, что Гнассингбе победил на выборах с 61 % голосов, в то время как Фабр уступил ему с 34 %. Оппозиция вновь заявила о фальсификациях, осудив метод передачи результатов в избирательную комиссию, и впоследствии регулярно проводила акции протеста в Ломе. Тем не менее, результаты были подтверждены Конституционным судом и 3 мая 2010 года Гнассингбе был приведен к присяге на второй срок.

## Результаты
18 марта 2010 года Конституционный суд подтвердил результаты выборов и объявил, что Гнассингбе был избран президентом, отклонив пять апелляций оппозиции. Результаты, подтверждённые Конституционным судом, были почти идентичны результатам, ранее опубликованным Независимой национальной избирательной комиссией, хотя результаты обоих основных кандидата были немного сокращены: Гнассингбе было зачислено 60,88 % (показатель ННИК был 60,92 %), а Фабру — 33,93 % (показатель ННИК составил 33,94 %). Решения Конституционного Суда не подлежали обжалованию, и, следовательно, решение от 18 марта ознаменовало завершение «всех избирательных процессов». Выступая от имени Фабра и оппозиционной коалиции, Патрик Лоусон осудил решение Конституционного суда и назвал Фабра «избранным президентом». Он призвал народ «противостоять этой предвыборной борьбе» и «оставаться мобилизованным до возвращения власти Жан-Пьеру Фабру».
| Кандидат                                                              | Партия                                        | Голоса    | %    |
| --------------------------------------------------------------------- | --------------------------------------------- | --------- | ---- |
| Фор Эссозимна Гнассингбе                                              | Объединение тоголезского народа               | 1 234 044 | 60,9 |
| Жан-Пьер Фабр                                                         | Союз сил за перемены                          | 692 584   | 33,9 |
| Явови Агбойибо                                                        | Комитет действия за обновление                | 60 388    | 3,0  |
| Агбеейоме Коджо                                                       | Организация строительства объединённого Того  | 17 397    | 0,9  |
| Кафуи Аджиамагбо-Джонсон                                              | Демократическая конвенция африканских народов | 13 451    | 0,7  |
| Бассаби Кагбара                                                       | Панафриканская демократическая партия         | 8 357     | 0,4  |
| Николя Лоусон                                                         | Партия за обновление и спасение               | 6 029     | 0,3  |
| Недействительных/пустых бюллетеней                                    | Недействительных/пустых бюллетеней            | 79 283    | -    |
| Всего                                                                 | Всего                                         | 2 119 829 | 100  |
| Зарегистрированных избирателей/Явка                                   | Зарегистрированных избирателей/Явка           | 3 227 492 | 65,7 |
| Источник: Adam Carr Архивная копия от 4 марта 2016 на Wayback Machine |                                               |           |      |